# Zona Universitària (stacja metra)
Zona Universitària – stacja początkowa na linii 3 metra w Barcelonie. Stacja została otwarta w 1975.